# SharpDevelop
SharpDevelop è un IDE gratuito e open source per i linguaggi di programmazione C#, Visual Basic .Net (VB.NET), Boo e, a partire dalla versione 3.0, F# e IronPython. È tipicamente usato come alternativa a Visual Studio .NET della Microsoft.

## Caratteristiche SharpDevelop (annunciate)
- Un designer di Windows Forms per C#, VB.NET e Boo
- Debugger integrato
- Code completion per C#, VB.NET e Boo (incluso supporto per Ctrl+Space)
- Funzioni di refactoring
- Funzione di folding
- Editing XML
- Code AutoInsert
- Un convertitore C#↔VB.NET
- Completamente scritto in C#
- Compila C#, VB.NET e Boo nell'IDE out-of-the-box
- ILAsm e C++ back end
- Supporto a NUnit integrato
- Assembly Analyzer ("FxCop on steroids")
- Anteprima documentazione XML
- Completamente costruito a template: aggiunta di un nuovo progetto o tipo di file, o qualsiasi cosa compili SharpDevelop
- Scrive codice C#, ASP.NET, ADO.NET, XML, HTML
- Ricche opzioni di progetto
- Syntax highlighting per C#, HTML, ASP, ASP.NET, VBScript, VB.NET, Boo, XML
- IntelliSense
- Intelligent braces
- Bookmarking
- Supporto ai template del codice
- Facilmente estendibile con tool esterni
- Facilmente estendibile con plug-in
- Interfaccia tradotta in svariate lingue, tra cui l'italiano